# Sierras Grandes
Sierras Grandes è una catena montuosa argentina che corre parallela alla Cordigliera delle Ande. Si trova ad ovest della città di  Córdoba. È in questo gruppo montagnoso che vi sono le cime più alte della provincia di Córdoba. Essa si sviluppa in direzione nord-sud per una lunghezza di circa 100 km fra le città di Cruz del Eje e Alta Gracia, ove si estende senza soluzione di continuità nella Sierras de Comechingones. 
Ad ovest delle Sierras Grandes si trova la valle di Traslasierra.
Le leggende locali la indicano come una possibile ubicazione della mitica Città dei Cesari.
Nelle Sierras Grandes vi è la principale risorsa idrica della provincia di Córdoba. Parte di questa riserva sta nel Parco Nazionale del Quebrada del Condorito, mentre parte corrisponde alla riserva della Pampa de Achala.

## Le vette maggiori
- Champaquí: 2.884 m s.l.m.
- Los Linderos: 2.880 m s.l.m.
- Cerro Áspero 2.790 m s.l.m.
- Los Gigantes: 2.350 m s.l.m.
- De La Bolsa: 2.260 m s.l.m.

## Galleria d'immagini

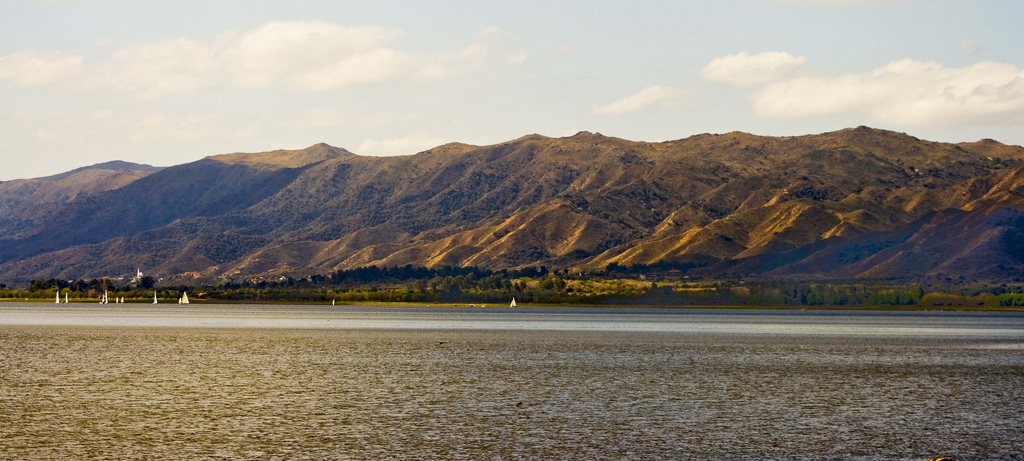
Paessagio delle Sierras de Córdoba (Argentina).
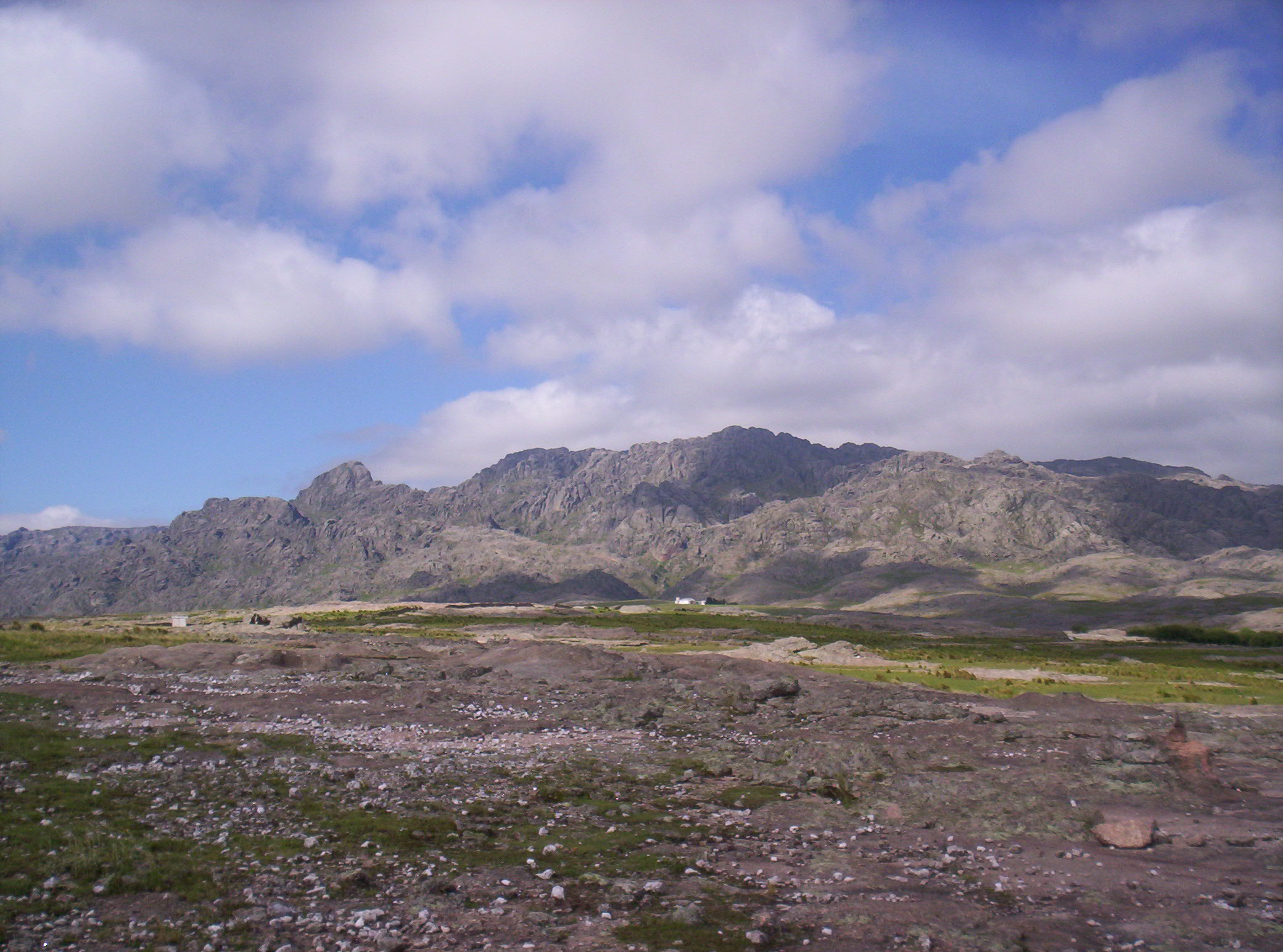
Vetta Los Gigantes
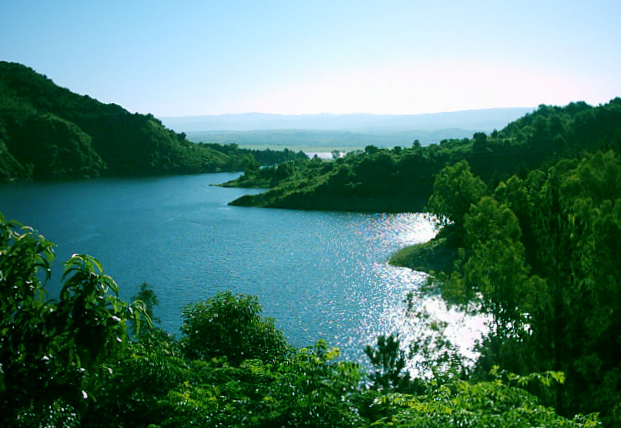
Un'immagine di un lago della Valle di Calamuchita durante l'estate.
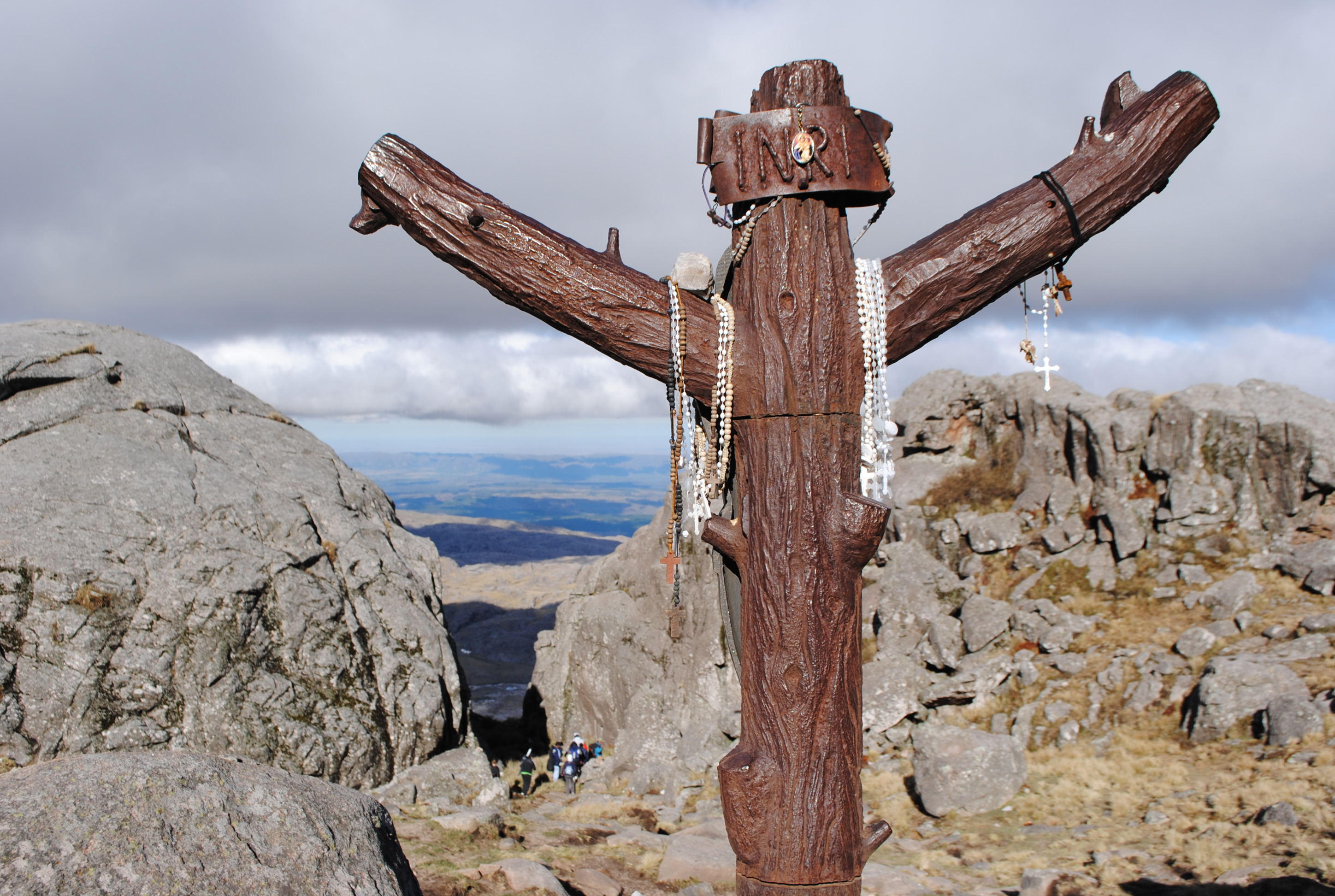
Scultura in cima al Champaquí
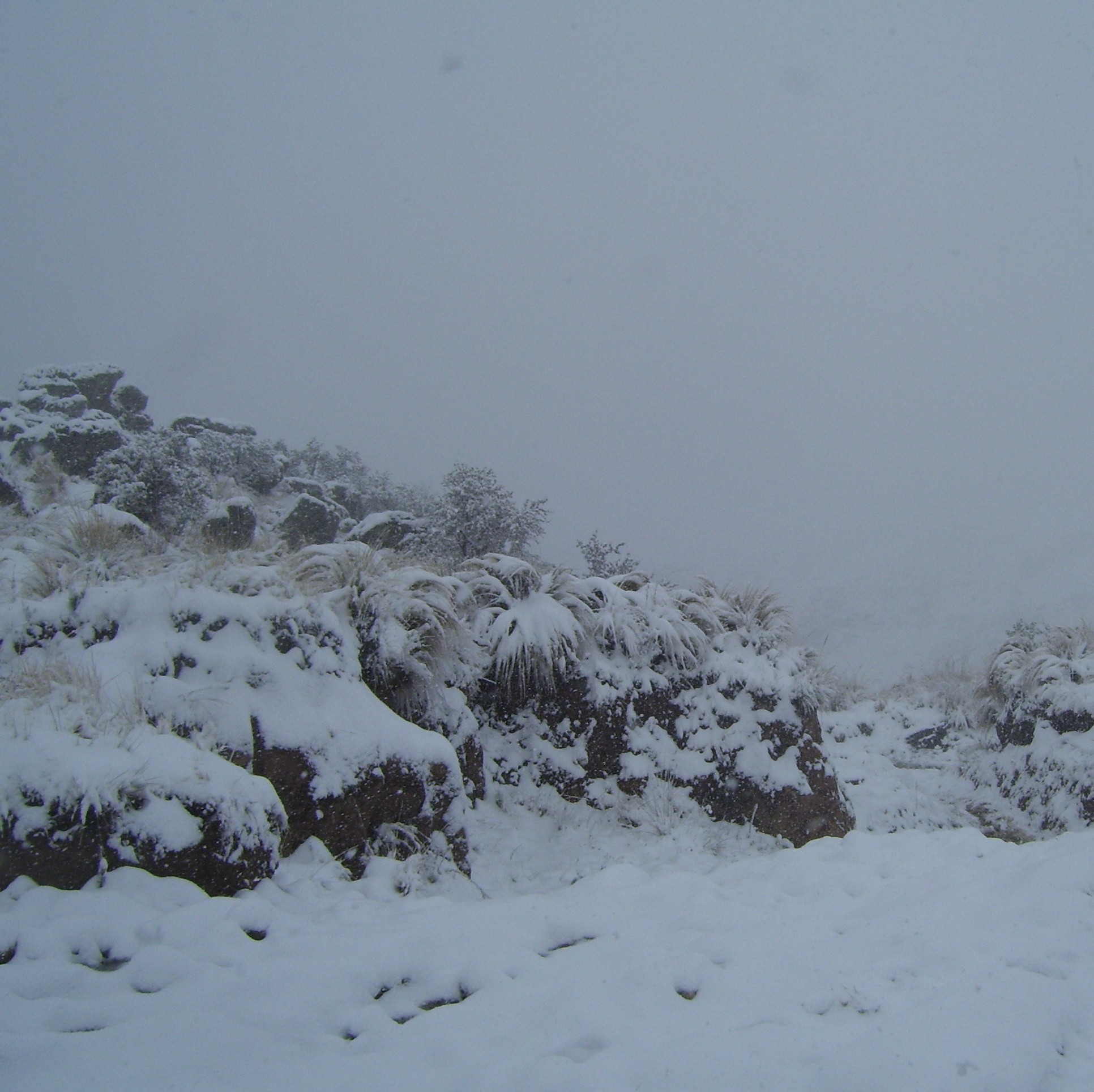
Le catene montuose di Côrdoba coperte per una nevicata
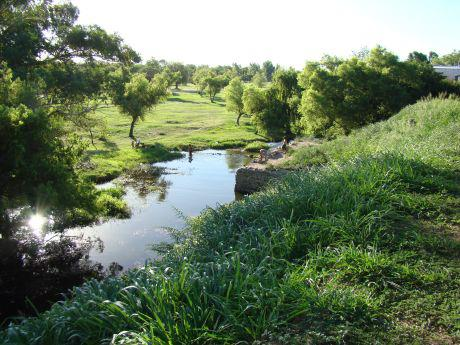
Río Cruz del Eje / Fiume Cruz del Eje (Croce dell'Asse).
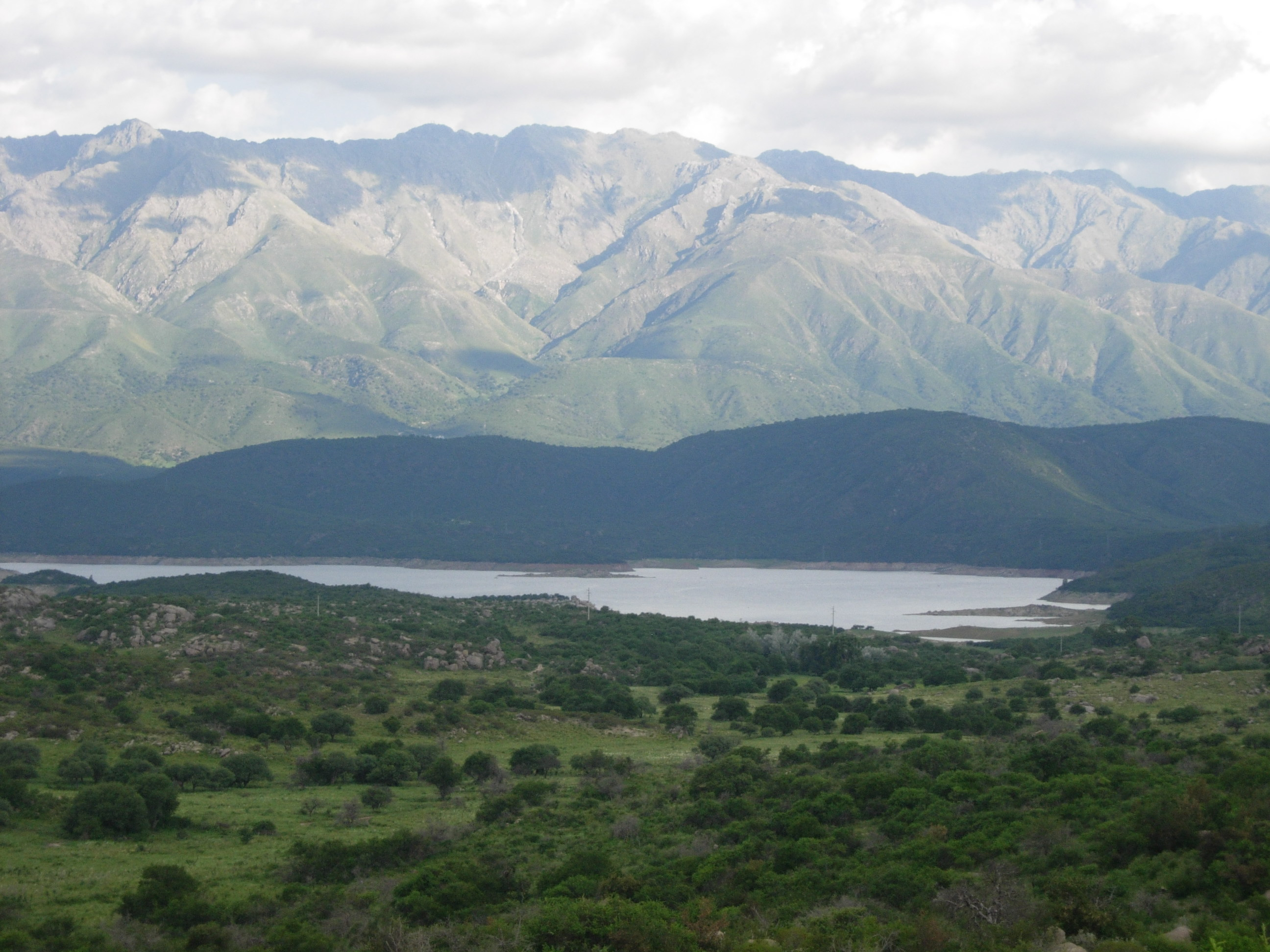
La Aguada / L'Annacquata